# Сантуш, Жозе Эдуарду душ
Жозе́ Эдуа́рду душ Са́нтуш (порт. José Eduardo dos Santos, 28 августа 1942[…], Луанда, Португальская Западная Африка — 8 июля 2022, Барселона) — второй президент Анголы в течение 38 лет с 21 сентября 1979 по 26 сентября 2017 года.

## Биография
Родился 28 августа 1942 года в столице Анголы Луанде в семье каменщика и домохозяйки. Окончил начальную школу и луандийский Национальный лицей «Салвадор Коррейя». 
В политику пришёл сразу после школы, участвовал в партизанском движении, основал молодёжное отделение МПЛА. В ноябре 1961 года в связи с начавшимися репрессиями португальских колонизаторов Жозе душ Сантуш, тайно покинув страну, направился сначала во Францию, а затем в Республику Конго. Считая, что только путём вооружённой борьбы можно изгнать португальских колонизаторов, он вступил в ЭПЛА — партизанскую армию МПЛА. Готовил открытие второго фронта в Португальском Конго (теперь - ангольский анклав Кабинда).
В 1963—1969 годах учился в Азербайджанском институте нефти и химии (СССР). В вузе он возглавлял кружок борцов за свободу Анголы.
По окончании института обучался в течение года в спецшколе по специальности «Военные средства связи».
Получив профессию инженера-нефтяника, душ Сантуш по своей специальности никогда нигде не работал, но знания, полученные им в университете по телекоммуникационным системам, пригодились ему в 1970—1974 годах в боях на севере Анголы.
В 1974 году назначен координатором отдела иностранных дел партии МПЛА, являясь её представителем в Югославии и Республике Конго. В этом же году он становится членом Политбюро ЦК МПЛА. В 1975 году, после обретения Анголой независимости, он становится министром иностранных дел.
Участвовал в подавлении попытки государственного переворота 27 мая 1977 года. Как глава ангольской дипломатии представил позицию властей советскому руководству. После подавления едва не был арестован за прежние симпатии к некоторым из мятежников. Производить арест явился заместитель директора DISA Энрике Онамбве. Его остановил лично президент Агостиньо Нето.
После смерти первого президента Анголы Агостиньо Нето 21 сентября 1979 года он стал председателем МПЛА, президентом Анголы и главнокомандующим Народными вооружёнными силами освобождения Анголы — ФАПЛА и Корпусом народной полиции). 
В 1980 году стал председателем Народной Ассамблеи НРА. Ведущие представители прежней генерации руководителей — Лусио Лара, Энрике Каррейра, Луди Кисасунда, Энрике Онамбве и многие другие — постепенно были отодвинуты от власти.

## Президентство
Свои главные усилия новый президент сосредоточил на развитии процесса мирного урегулирования в стране, пытаясь прекратить гражданскую войну. Войну вели три группировки — МПЛА, Национальный фронт освобождения Анголы (ФНЛА) и Национальный союз за полную независимость Анголы (УНИТА). МПЛА поддерживали СССР и Куба, повстанческую группировку УНИТА во главе с Жонашом Савимби — США и ЮАР. В 1989 году из Анголы были выведены войска ЮАР и кубинский воинский контингент. В 1991 году подписаны Бисесские соглашения, в 1994 — Лусакский протокол между Анголой и УНИТА (при посредничестве США, ООН, России и Португалии). Однако мирные договорённости срывались с обеих сторон, в результате чего Гражданская война в Анголе продлилась до 2002 года.
Занял первое место в первом туре президентских выборов 1992 года, получив более 49 % голосов. Более 40 % собрал лидер УНИТА Жонаш Савимби. Второй тур выборов был сорван «резнёй на Хэллоуин», когда за несколько осенних дней власти убили свыше десятка тысяч активистов УНИТА по всей стране. После этого президентские полномочия душ Сантуша продлевались автоматически. Окончательное примирение враждующих сторон состоялось только в 2002 году, после того как УНИТА потерпела окончательное поражение, и был убит её лидер Жонаш Савимби.
Контролировал крупные финансово-экономические активы, неоднократно обвинялся в широкомасштабной коррупции и злоупотреблениях властью.
Душ Сантуш долгие годы пользовался военной, политической и материальной поддержкой Советского Союза в ходе гражданской войны, посещал страну с визитами, встречался с генеральными секретарями ЦК КПСС, начиная с Леонида Брежнева (в случае с Черненко — присутствовал на похоронах), и со всеми президентами России.
В 1990 году инициировал процесс реформ — отказ от марксизма-ленинизма как идеологии МПЛА, переход к многопартийной системе и рыночной экономике. Душ Сантуш принял меры по экономической либерализации, поддержке малого и среднего бизнеса. Ангола начала сотрудничать с бывшими противниками — США, Китаем, ЮАР, от которых получала кредиты.
В Анголе существует многопартийная система, отменена смертная казнь. Однако Ангола до сих пор является слаборазвитой страной, деревня голодает, прожиточный минимум очень низок, высока детская смертность. В своей политике Жозе Эдуарду душ Сантуш исходил из соображений территориальной целостности Анголы (провинция Кабинда, зажатая между Республикой Конго и ДРК, требует независимости, при этом там находится почти вся ангольская нефть).
В последние 10 — 15 лет Ангола была одной из самых быстрорастущих экономик мира. ВВП увеличивался в среднем на 11,6 % в год в период с 2002 по 2011 годы, росту способствовало удвоение добычи нефти до 1,8 млн баррелей в день. Доходы бюджета увеличились в 10 раз. В стране фактически отсутствует безработица, низкий уровень внешней задолженности, значительный профицит бюджета. По нефтяным запасам Ангола занимает 16-е место в мире, по запасам природного газа — 35-е место, по добыче алмазов — 4-е место в мире. Но 70 % жителей страны живёт на доход меньше 2 долларов в день.
В 2010 году была принята новая конституция, согласно которой президентом автоматически становился кандидат победившей на парламентских выборах партии. Таким образом, личная избирательная кампания душ Сантуша не требовалась, нужна была лишь победа MPLA. Хотя президент был ограничен пребыванием на посту двумя 5-летними сроками, эта норма вводилась с 2012 года, а душ Сантушу «списали» предыдущие 30 лет и он теоретически мог оставаться президентом до 2022 года. Организовал реформу системы спецслужб, учредив Службу разведки и госбезопасности SINSE, Службу внешней разведки SIE, Службу военной разведки SIM. Под полным контролем президента функционировали Министерство госбезопасности и Министерство внутренних дел Анголы. Наибольшим могуществом обладала военная канцелярия и президентская секьюрити во главе которых стоял ближайший сподвижник душ Сантуша генерал Копелипа.
На парламентских выборах 2012 года партия МПЛА одержала уверенную победу, и по новой конституции Жозе Эдуарду душ Сантуш сохранил свой пост как глава победившего парламентского списка.
Осенью 2013 года ангольское правительство после двухлетнего разбирательства окончательно подтвердило запрет на исповедание ислама на территории страны. «Это положит конец исламскому влиянию в нашей стране», — заявил президент душ Сантуш, поскольку ислам противоречит обычаям и культуре Анголы и является сектой. Население Анголы составляет 16 млн человек, преимущественно исповедующих христианство, число мусульман не превышает 90 тысяч.
11 марта 2016 года после нахождения во главе страны 36 лет, заявил, что не намерен участвовать в следующих президентских выборах в 2017 году. Однако, он ранее уже делал подобные заявления в последние годы, что заставило некоторых наблюдателей засомневаться, насколько серьёзно это заявление должно быть принято.
2 декабря 2016 года ЦК МПЛА утвердил список кандидатов партии на парламентских выборах, предстоящих в августе 2017 года. Первым номером в список был включён министр обороны Анголы, вице-председатель МПЛА Жуан Лоренсу. Таким образом, Лоренсу был объявлен преемником на посту президента с условием, что душ Сантуш уйдёт в отставку до 2018 года. Тем не менее, он должен был остаться на своём посту председателя МПЛА и, следовательно, продолжать играть ключевую роль в ангольской политике под руководством правящей партии.
После перехода власти к Лоренсу начал утрачивать влияние; его дети были смещены с занимаемых постов, сын арестован в сентябре 2018 года по обвинениям в коррупции. Под нажимом нового президента был вынужден уйти с поста главы МПЛА в сентябре 2018 года.
В сентябре 2021 года вернулся в Анголу после длительного отсутствия в стране.

## Личная жизнь
Был женат три раза, имел шестерых детей, рождённых от его законных жён, и четверых детей, рождённых вне брака.
Первая жена ─ советская гражданка Татьяна Сергеевна душ Сантуш (Куканова), с 1966 по 1979 год. Живёт в Лондоне.
Дочь ─ Изабель душ Сантуш (род. 1973) — богатейший человек Анголы и одна из самых богатых женщин Африки. 
В начале 2013 года Изабель душ Сантуш получила гражданство России. Forbes оценивает её состояние в 3,5 млрд долларов. В 2016 году она возглавила государственную нефтяную компанию Sonangol, также она владеет 25 % акций крупнейшей телекоммуникационной компании Анголы Unitel, её доля в банке BIC составляет 42 %. И. душ Сантуш также владеет активами в Португалии — ей принадлежат 6 % акций в нефтегазовой компании Galp Energia, почти 19 % акций банка BPI и контрольный пакет акций одной из телевизионных компаний страны. В 2017 году Изабель покинула Анголу. 
Мужем Изабель был Синдика Доколо, конголезский бизнесмен. 29 октября 2020 года он погиб во время дайвинга в Дубае.
Вторая жена — Филомена Соуза, сотрудница Министерства иностранных дел.
Сын Жозе Филомену де Соуза душ Сантуш (род. 1978). С 2013 года управлял Суверенным Фондом Анголы, в который поступали государственные доходы от продажи нефти и был депутатом Национального собрания. В 2020 году Верховный суд Анголы приговорил его к пяти годам тюремного заключения по обвинению в мошенничестве во время нахождения на посту главы Государственного инвестиционного фонда (2013-2018).
В 1991 году его третьей женой стала Ана Паула душ Сантуш (бывшая модель и стюардесса президентского самолёта), от которой у Жозе Эдуарду душ Сантуша четверо детей.
Ж. Э. душ Сантуш владел русским языком. Увлекался футболом, гандболом, баскетболом, играл на гитаре и барабане. Много читал, любил лёгкую и классическую музыку. Предпочитал читать ангольских писателей.

## Интересный факт
Будучи президентом, занимал второе место в мире (отставая на месяц после президента Экваториальной Гвинеи Теодоро Нгемы) по продолжительности пребывания в качестве главы государства среди ныне действующих глав немонархических государств. Если же учитывать монархов — королеву Великобритании Елизавету II, султана Брунея Хассанала Болкиаха, султана Омана Кабуса бен Саида, королеву Дании Маргрете II, короля Швеции Карла XVI Густава, то он находился на шестом месте.

## Память
- Изображён на банкноте 5 ангольских кванз, 1999 год.

## Награды и звания
- Орден Агостиньо Нето (Ангола)

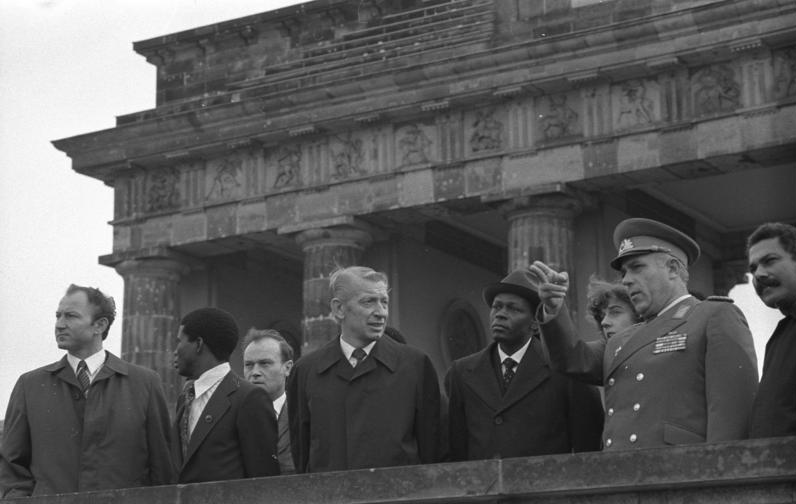
Душ Сантуш совершает осмотр Берлинской стены во время визита в ГДР в 1981 г.

- Большая цепь ордена Сантьяго (16 января 1996 года, Португалия)[22]
- Большая цепь ордена Инфанта дона Энрике (Португалия)
- Большая лента ордена Республики Сербии (Сербия, 2016 год) — за заслуги в развитии и укреплении мирного сотрудничества и дружеских отношений между Республикой Сербия и Республикой Ангола[23]
- Орден Почёта (31 августа 2012 года, Россия) — за большой вклад в развитие отношений между Российской Федерацией и Республикой Ангола[24]
- Орден Дружбы (30 октября 2006 года, Россия) — за большой вклад в развитие и укрепление дружбы и сотрудничества между Российской Федерацией и Республикой Ангола[25]
- Золотой орден Компаньонов О. Р. Тамбо (ЮАР, апрель 2010 года) — за исключительный вклад в борьбе против апартеида и поддержке освободительных движений в южной части Африки[26]
- Орден «Хосе Марти» (Куба)
- Генерал армии (Ангола, 1986)
- Почётный диплом Национального института свободы США
- Почётный доктор РУДН (Россия, 1998)
- Почётный диплом «Национальной комиссии по расовой справедливости единой церкви Христа» (США)
- Почётный диплом Федерального университета Бразилии